# Catalina Rozas
Catalina Rozas (* 14. November 2006) ist eine chilenische Hürdenläuferin, die sich auf die 100-Meter-Distanz spezialisiert hat.

## Sportliche Laufbahn
Erste Erfahrungen bei internationalen Meisterschaften sammelte Catalina Rozas im Jahr 2021, als sie bei den U18-Südamerikameisterschaften in Encarnación in 14,23 s die Bronzemedaille über 100 m Hürden gewann und mit der chilenischen 4-mal-100-Meter-Staffel in 48,37 s den vierten Platz belegte. Im Jahr darauf gewann sie bei den Jugend-Südamerikaspielen in Rosario in 13,97 s die Bronzemedaille im Hürdenlauf und belegte im Hochsprung mit 1,66 m den vierten Platz. Anschließend siegte sie in 13,65 s über 100 m Hürden bei den U18-Südamerikameisterschaften in São Paulo und sicherte sich mit der Staffel in 47,68 s die Silbermedaille. Zudem belegte sie im Hochsprung mit 1,60 m den sechsten Platz. 2024 gewann sie bei den U20-Südamerikameisterschaften in Lima in 13,90 s die Silbermedaille im Hürdenlauf und sicherte sich auch im Staffelbewerb in 46,23 s die Silbermedaille. Anschließend schied sie bei den U20-Weltmeisterschaften ebendort mit 13,84 s in der ersten Runde über 100 m Hürden aus und verpasste mit der Staffel mit 46,15 s den Finaleinzug. Daraufhin belegte sie bei den U23-Südamerikameisterschaften in Bucaramanga in 13,91 s den fünften Platz über 100 m Hürden. Im Jahr darauf belegte sie bei den Südamerikameisterschaften in Mar del Plata in 13,75 s den fünften Platz.
2025 wurde Rozas chilenische Meisterin im 100-Meter-Hürdenlauf.

## Persönliche Bestzeiten
- 100 m Hürden: 13,79 s (+0,6 m/s), 29. März 2025 in Santiago de Chile